# 국민당 (우루과이)
국민당(스페인어: Asociación Nacional Republicana – Partido Colorado, ANR-PC)은 우루과이의 우파 정당이다. 백색당(白色黨, 스페인어: Partido Blanco)이라고도 부르기도 한다. 타바레 바스케스 정부하에서는 야당으로 남아 있었으나 과거에는 루이스 알베르토 라카예 포우가 대통령으로 선출하면서 집권 여당이 되었으나 현재는 광역전선의 후보인 야만두 오르시가 대통령으로 선출이 되면서 야당으로 변했습니다.